# Edmond Abazi
Eduard Abazaj (Tirana, 29 de janeiro, 1968) é um ex-futebolista da Albânia que atuava como médio.

## Títulos

### Dinamo Tirana
- Campeonato de Albânia : 1985/86, 1989/90
- Taça de Albânia : 1989, 1990

### Hajduk Split
- Campeonato de Croácia : 1992
- Taça de Croácia : 1993
- Supertaça de Croácia : 1992, 1993

### Benfica
- Campeonato de Portugal : 1993/94